# Crozes-Hermitage
Pour les articles homonymes, voir Crozes.
Crozes-Hermitage est une commune française située dans le département de la Drôme, en région Auvergne-Rhône-Alpes.

## Géographie

### Localisation

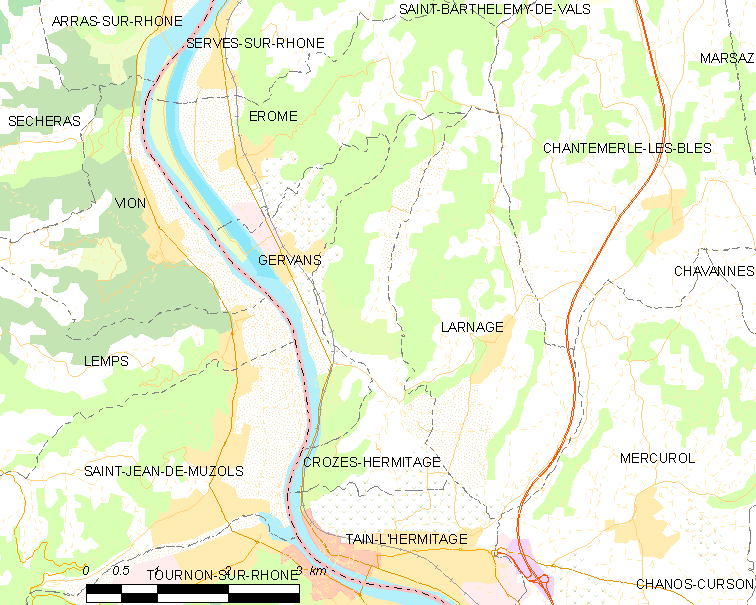
Communes limitrophes

Crozes-Hermitage est situé à 20 km au nord de Valence et à 3 km au nord de Tain-l'Hermitage.

### Hydrographie
- Croze, ruisseau qui a sa source au quartier de la Mine, commune de Larnage, traverse celles de Crozes-Hermitage et d'Erôme et se jette dans le Rhône après 4,8 km de parcours. En 1891, sa largeur moyenne était de 4,30 m, sa pente de 85,70 m, son débit extraordinaire de 25 mètres cubes[1].
  - 909 : Rius de Flumicello (cartulaire de Romans, 77).
  - 1344 : Rieus de Crosis (Cart. Clayriaci, 15).

### Climat
Pour des articles plus généraux, voir Climat d'Auvergne-Rhône-Alpes et Climat de la Drôme.
En 2010, le climat de la commune est de type climat du Bassin du Sud-Ouest, selon une étude du CNRS s'appuyant sur une série de données couvrant la période 1971-2000. En 2020, Météo-France publie une typologie des climats de la France métropolitaine dans laquelle la commune est dans une zone de transition entre le climat de montagne et le climat méditerranéen et est dans la région climatique  Moyenne vallée du Rhône, caractérisée par un bon ensoleillement en été (fraction d’insolation > 60 %), une forte amplitude thermique annuelle (4 à 20 °C), un air sec en toutes saisons, orageux en été, des vents forts (mistral), une pluviométrie élevée en automne (250 à 300 mm).
Pour la période 1971-2000, la température annuelle moyenne est de 12,4 °C, avec une amplitude thermique annuelle de 17,7 °C. Le cumul annuel moyen de précipitations est de 899 mm, avec 7,3 jours de précipitations en janvier et 5,4 jours en juillet. Pour la période 1991-2020, la température moyenne annuelle observée sur la station météorologique de Météo-France la plus proche, sur la commune de Gervans à 2 km à vol d'oiseau, est de 14,3 °C et le cumul annuel moyen de précipitations est de 826,8 mm,. Pour l'avenir, les paramètres climatiques de la commune estimés pour 2050 selon différents scénarios d'émission de gaz à effet de serre sont consultables sur un site dédié publié par Météo-France en novembre 2022.

### Voies de communication et transports
Le territoire communal est traversé par la route nationale 7 (RN7), selon un axe nord-sud.

## Urbanisme

### Typologie
Au 1er janvier 2024, Crozes-Hermitage est catégorisée commune rurale à habitat dispersé, selon la nouvelle grille communale de densité à 7 niveaux définie par l'Insee en 2022.
Elle appartient à l'unité urbaine de Tournon-sur-Rhône, une agglomération inter-départementale dont elle est une commune de la banlieue,. Par ailleurs la commune fait partie de l'aire d'attraction de Valence, dont elle est une commune de la couronne,. Cette aire, qui regroupe 71 communes, est catégorisée dans les aires de 200 000 à moins de 700 000 habitants,.

### Occupation des sols
L'occupation des sols de la commune, telle qu'elle ressort de la base de données européenne d’occupation biophysique des sols Corine Land Cover (CLC), est marquée par l'importance des territoires agricoles (63 % en 2018), en augmentation par rapport à 1990 (54,9 %). La répartition détaillée en 2018 est la suivante : 
zones agricoles hétérogènes (43,5 %), forêts (35,5 %), cultures permanentes (19,4 %), eaux continentales (1,6 %), prairies (0,1 %). L'évolution de l’occupation des sols de la commune et de ses infrastructures peut être observée sur les différentes représentations cartographiques du territoire : la carte de Cassini (XVIIIe siècle), la carte d'état-major (1820-1866) et les cartes ou photos aériennes de l'IGN pour la période actuelle (1950 à aujourd'hui).

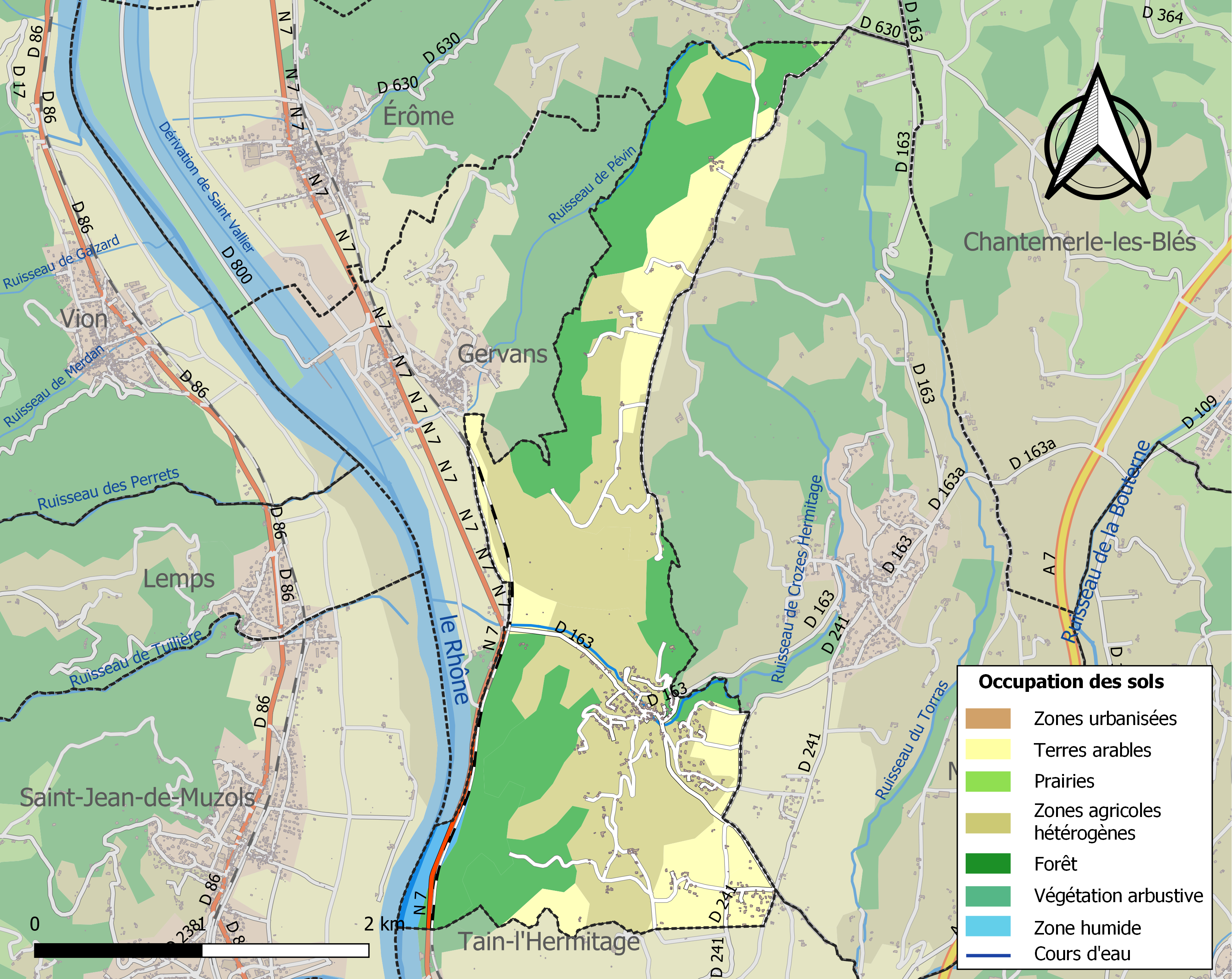
Carte des infrastructures et de l'occupation des sols de la commune en 2018 (CLC).

## Toponymie

### Attestations
- villa de Crosis, Mota de Crosis (essai historique de 1872 sur la Baronnie de Clérieux)[réf. nécessaire].

Dictionnaire topographique du département de la Drôme :
- 1120 : mention de la paroisse : Parrochia de Crosis et Valseriis (cartulaire de Saint-André-le-Bas, 142).
- 1240 : Crozis (cartulaire de Romans, 369).
- 1285 : Villa de Crosis (Homm. de Clérieu, 6).
- XIVe siècle : Condomini Crosarum (choix de docum., 196).
- XIVe siècle : mention de la paroisse : Capella de Crosis (pouillé de Vienne).
- 1344 : Territorium et districtum de Crosis (Cart. Clayriaci, 5).
- 1891 : Croze, commune du canton de Tain.

(non daté)[réf. nécessaire] : Crozes.
En 1918, le préfet demande un additif au nom de la commune afin de la distinguer de Crozes (Creuse). Le Journal officiel du 14 juin 1920 publie le nom de Crozes-l'Hermitage ; ce nom devenant Crozes-Hermitage à la demande de la ville voisine de Tain-l'Hermitage.

### Étymologie
- Crozes est dérivé de crucem qui a donné ensuite crocem en bas latin. Il peut signifier à la fois croix ou croisement de chemins[17].
- Hermitage provient de Heremitagium qui a donné ermitage en français. Il fait référence à la colline qui domine le Rhône au sommet de laquelle le chevalier de Strimberg, de retour de la croisade contre les Albigeois, s'installa pour vivre en ermite[18].

## Histoire
Pour un article plus général, voir Histoire de la Drôme.

### Du Moyen Âge à la Révolution
Possession de la famille d'Eurre.
Au point de vue féodal, le territoire se composait de trois terres ou seigneuries : Croze, le Mas-de-Bressieu et la Motte-de-Croze :
- La terre de Crozes, en particulier, était un arrière-fief de la baronnie de Clérieux.
- 1538 : possession des Mistral.
- Vers 1545 : vendue aux Theys.
- Vers 1546 : rachetée par les Mistral.
- Vers 1670 : vendue aux La Croix-Chevrières (barons de Clérieux), derniers seigneurs.

XVIIe siècle : nombreuses inondations.
1688 (démographie) : 20 ou 25 familles.
1789 (démographie) : 57 chefs de famille.
Avant 1790, Croze était une communauté de l'élection et subdélégation de Valence et du bailliage de Saint-Marcellin, formant une paroisse du diocèse de Vienne qui comprenait à l'origine une partie de la commune de Chantemerle et dont l'église, sous le vocable de Notre-Dame, dépendait du prieur de Saint-André-d'Humilian de Larnage, qui présentait à la cure et prenait la dîme dans cette paroisse.

### De la Révolution à nos jours
Cette commune fait partie du canton de Tain depuis 1790.

#### Seconde Guerre mondiale
- mai 1940 : l'aviation allemande bombarde la vallée du Rhône et le site de « Pierre Aiguille »[réf. nécessaire].
- février 1944 : la ville est épargnée par les bombardements. Le 7 mai 1950, une statue de la Vierge sera érigée par monseigneur Pic, évêque de Valence, le 7 mai 1950[16].

## Politique et administration

### Liste des maires
| Période                                  | Période  | Identité             | Étiquette     | Qualité       |
| ---------------------------------------- | -------- | -------------------- | ------------- | ------------- |
| Les données manquantes sont à compléter. |          |                      |               |               |
| mars 2020                                | En cours | Jean Michel Montagne | Non renseigné | Non renseigné |

## Population et société

### Démographie

Population de 1962 à 2008

L'évolution du nombre d'habitants est connue à travers les recensements de la population effectués dans la commune depuis 1793. Pour les communes de moins de 10 000 habitants, une enquête de recensement portant sur toute la population est réalisée tous les cinq ans, les populations de référence des années intermédiaires étant quant à elles estimées par interpolation ou extrapolation. Pour la commune, le premier recensement exhaustif entrant dans le cadre du nouveau dispositif a été réalisé en 2006.

En 2022, la commune comptait 653 habitants, en évolution de +0,31 % par rapport à 2016 (Drôme : +2,64 %, France hors Mayotte : +2,11 %).
| 1793 | 1800 | 1806 | 1821 | 1831 | 1836 | 1841 | 1846 | 1851 |
| ---- | ---- | ---- | ---- | ---- | ---- | ---- | ---- | ---- |
| 240  | 223  | 244  | 343  | 363  | 340  | 336  | 363  | 401  |

| 1856 | 1861 | 1866 | 1872 | 1876 | 1881 | 1886 | 1891 | 1896 |
| ---- | ---- | ---- | ---- | ---- | ---- | ---- | ---- | ---- |
| 410  | 427  | 422  | 389  | 383  | 350  | 341  | 346  | 334  |

| 1901 | 1906 | 1911 | 1921 | 1926 | 1931 | 1936 | 1946 | 1954 |
| ---- | ---- | ---- | ---- | ---- | ---- | ---- | ---- | ---- |
| 335  | 327  | 339  | 318  | 302  | 253  | 285  | 273  | 301  |

| 1962 | 1968 | 1975 | 1982 | 1990 | 1999 | 2006 | 2011 | 2016 |
| ---- | ---- | ---- | ---- | ---- | ---- | ---- | ---- | ---- |
| 241  | 220  | 224  | 317  | 375  | 418  | 520  | 573  | 651  |

| 2021 | 2022 | - | - | - | - | - | - | - |
| ---- | ---- | - | - | - | - | - | - | - |
| 655  | 653  | - | - | - | - | - | - | - |

### Enseignement
La commune est rattachée à l'académie de Grenoble.

### Manifestations culturelles et festivités
- Fête à Quasimodo[19].
- Fête des vins : dernier dimanche d'octobre[19].

#### Loisirs
- Chasse[19].

### Sports

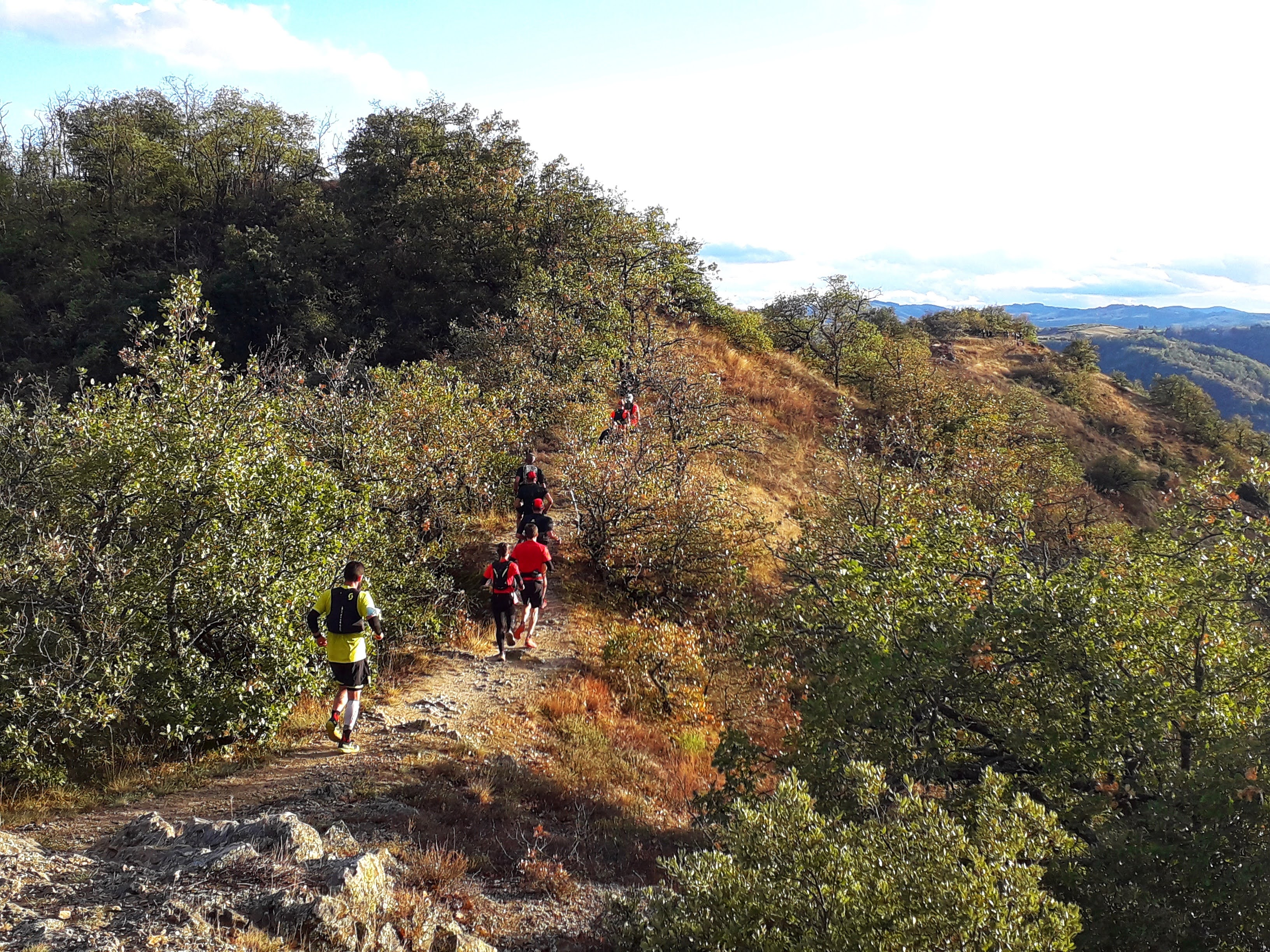
Le duo de l'Hermitage sur Pierre Aiguille

Le village est le départ de la course du 25 km « Duo de l'Hermitage ».

### Médias
Quatre journaux sont distribués dans les réseaux de presse desservant la commune :
- Le Dauphiné libéré est un journal quotidien de la presse écrite française régionale distribué dans la plupart des départements de l'ancienne région Rhône-Alpes, notamment la Drôme et l'Ardèche.
- L'Impartial de la Drôme (hebdomadaire local).
- Drôme Hebdo (anciennement Peuple Libre) (hebdomadaire local).
- L'Agriculture drômoise (hebdomadaire agricole et rural).

## Économie
Le vignoble est reconnu comme appellation d'origine contrôlée (AOC) crozes-hermitage par le décret du 4 mars 1937, laquelle est étendue par un décret du 1er juillet 1952 à dix autres communes du canton.
En 1992 : vignes (vins AOC Crozes-Hermitage et Côtes-du-Rhône).

### Tourisme
- Belvédère (sur le Rhône)[19] de Pierre Aiguille[27], classé en zone Natura 2000[28],[29]. De mi-février à mi-mai, des bénévoles se rencontrent pour compter les nombreux oiseaux migrateurs qui remontent la vallée du Rhône dans leur migration vers leurs zones de reproduction : milans, cormorans, cigognes, bondrées. Les oiseaux sont dénombrés et les données intégrées au suivi national de la « mission migration »[30].

## Culture locale et patrimoine

### Lieux et monuments
- Château ruiné[19].
- Tombeau du chevalier d'Urre.

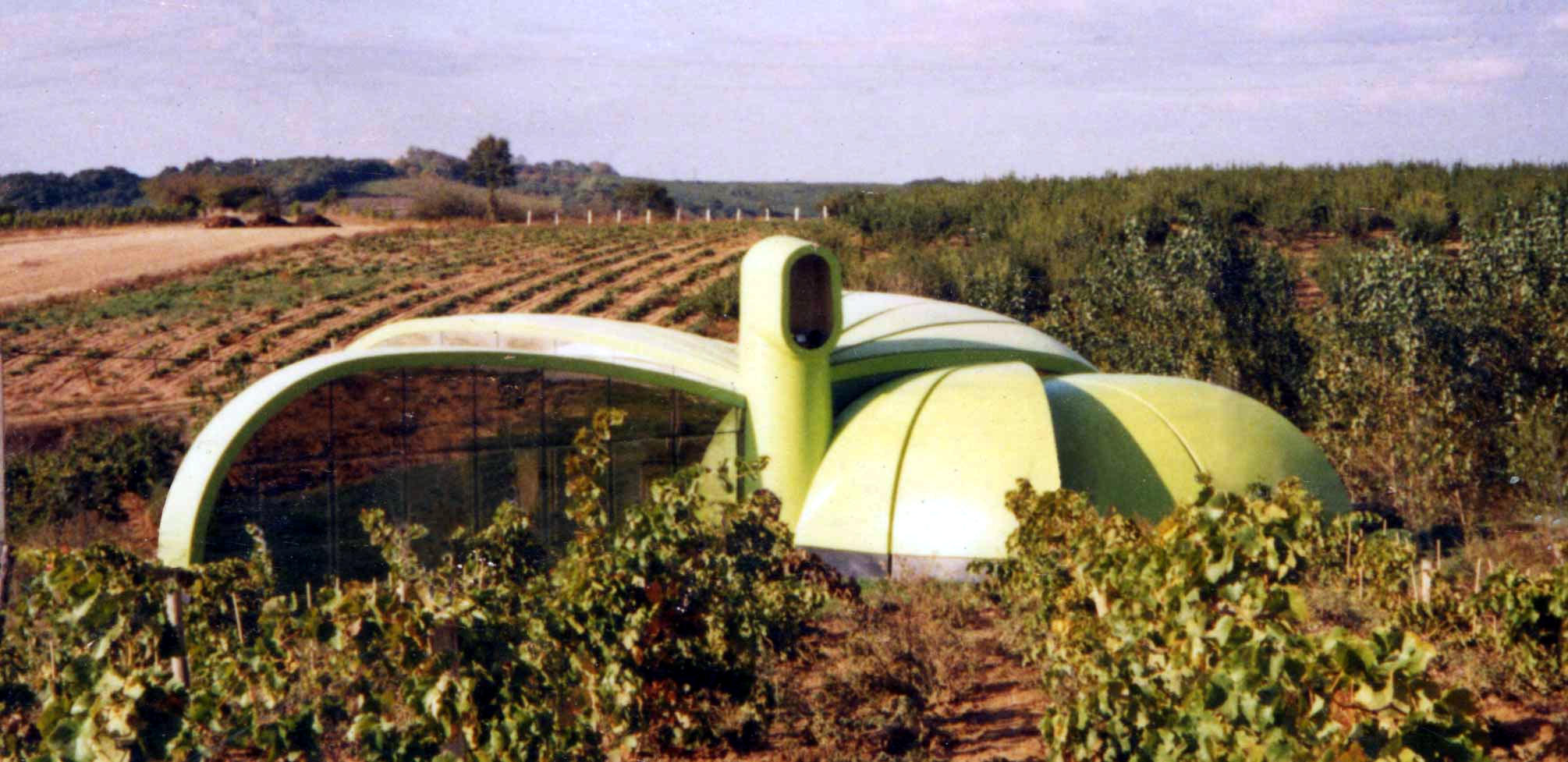
Maison bioclimatique

- Église Notre-Dame de Crozes-Hermitage du XIXe siècle[19].
- Statue de la Vierge : érigée par monseigneur Pic, évêque de Valence, le 7 mai 1950[31].
- Maison bioclimatique en matériaux composites (pierre broyée, fibre de verre et résine), architecte designer Pierre Colleu.

### Patrimoine naturel
- Les Coteaux de l'Hermitage sont protégés en tant que site classé sous les critères « pittoresque et historique ». Cet ensemble de collines s’étend sur 160 hectares entre Tain l’Hermitage, Crozes-Hermitage et Larnage (classement du 05 juin 2013)[32].

### Héraldique, logotype et devise
|  | Crozes-Hermitage possède des armoiries dont l'origine et le blasonnement exact ne sont pas disponibles. |